# Glossodoris sedna
Glossodoris sedna är en snäckart som först beskrevs av Ev. Marcus och Er. Marcus 1967.  Glossodoris sedna ingår i släktet Glossodoris och familjen Chromodorididae. Inga underarter finns listade i Catalogue of Life.